# François de Serret
François de Serret (Brugge, 9 december 1767 - Beernem, 5 oktober 1849) was militair in de Zuidelijke Nederlanden, burgemeester van Brugge, bosbouwkundige, lid van het Keizerlijk Wetgevend Lichaam in de Franse tijd en Tweede Kamerlid in het Verenigd Koninkrijk der Nederlanden.

## Familiale gegevens
François-Joseph de Serret was de zoon van de uit Villers-le-Gambon (Namen) afkomstige officier François-Joseph de Serret (1739-1797) en van de Brugse Marie-Jeanne Willaeys. Hij huwde in 1797 met Marie-Thérèse van Outryve (1778-1858), de oudste dochter van Emmanuel-Louis van Outryve d'Ydewalle. Ze hadden zes kinderen, van wie er talrijke afstammelingen zijn, hoofdzakelijk langs de vrouwelijke lijnen. Een van hun schoonzoons was de gouverneur van West-Vlaanderen, volksvertegenwoordiger en minister Adolphe de Vrière. Andere schoonzoons waren Edmond de Man, lid van het Nationaal Congres, en Alfred Marbais du Graty, die een kleurrijke loopbaan doorliep. Tot de andere afstammelingen de Serret behoren leden van de familie D'Udekem d'Acoz, onder meer koningin Mathilde.

## Levensloop
François de Serret junior liet voor het eerst van zich horen in 1788 tijdens de Brabantse Omwenteling als lid van het Brugs vrijwilligerskorps dat werd aangevoerd door zijn vader. Deze was tijdens de daaropvolgende Eerste Oostenrijkse restauratie een van de zeldzame Brugse sympathisanten van de jonge losbol, prins Armand Louis François de Béthune-Chârost (5 augustus 1770 - 28 april 1794 - onder de guillotine in Parijs), die zich inbeeldde de leider van een onafhankelijke Belgische staat te worden.
Toen de Franse revolutionaire troepen een eerste maal Brugge innamen, eind 1792, sloot De Serret junior aan bij de jacobijnse club. Zijn vader richtte opnieuw, nu in dienst van de Fransen, een militair korps op dat de orde in Brugge handhaafde en in maart 1793, toen Brugge weer Oostenrijks werd, nam hij samen met zijn zoons François en Louis (1769-1839) dienst in het Franse leger. Op een politielijst stonden ze vermeld als in dienst van de anarchisten.
In 1797 was François senior terug in Brugge om er te sterven en François junior om er te trouwen. Hij begon aan een ambtelijke loopbaan. Na de staatsgreep van 18 Brumaire ontstonden wat strubbelingen en werd hij enkele maanden adjoint au maire om vervolgens burgemeester van Brugge te zijn van 1800 tot 1803. Een van zijn realisaties was de aanleg van de bomenrij van de Steenbrugse wandeling, leidend naar het Brugs kerkhof en naar Oostkamp. Hij werd ook lid van het kiescollege voor het Leiedepartement en was lid zowel van de Nationale wacht als van de Erewacht. Tijdens de wintermaanden bewoonde hij in Brugge het huis Casselberg in de Hoogstraat, sinds 1771 eigendom van de van Outryves. Hij werd tevens eigenaar in Beernem van een eigendom aangekocht door de oom van zijn vrouw, kanunnik Georges van Outryve en bouwde er in 1802 het kasteel Drie Koningen, in empirestijl, onder meer met bouwmaterialen afkomstig van de afgebroken Sint-Donaaskathedraal. Zijn geliefkoosde bezigheid was voortaan het kweken van bomen en planten op zijn uitgestrekt domein, terwijl hij ook actief was in de Société d’agriculture du département.
Het belette niet dat hij in 1813 werd afgevaardigd naar het Wetgevend Lichaam, een van de wetgevende organen onder het keizerrijk, dat in juni 1814 werd ontbonden. Toen dit mandaat aldus door de omstandigheden vroegtijdig was beëindigd, kon hij zich ondanks de collaboratie met de Fransen aansluiten bij de nieuwe machthebbers. In 1816 werd hij lid van de Provinciale Staten van de Nederlandse provincie West-Vlaanderen en van 1817 tot 1827 van de Tweede Kamer van de Staten-Generaal. In beide organen trad hij actief op en niet steeds naar de zin van de regering. Minister Falck noemde hem “een kwast”. Hij bleef eigenlijk een tegenstander van het Verenigd Koninkrijk der Nederlanden en toen in juli 1829 in Brugge een protestactie werd gevoerd onder de vorm van een constitutioneel banket, prijkte François baron de Serret als eerste, onmiddellijk gevolgd door zijn schoonbroer Jules d'Hanins de Moerkerke, op de lijst van de ingeschreven deelnemers. In 1830 werd hij door de kiezers van het arrondissement Veurne verkozen tot lid van het Nationaal Congres. Hij bedankte echter voor de eer, met het excuus van zijn leeftijd.
Een andere reden was waarschijnlijk dat ook zijn schoonzoon Edmond de Man was verkozen. De enige twee zetels voor het arrondissement Veurne binnen eenzelfde familie, dat vond hij (of vonden anderen) wellicht niet verstandig.

## Adel
François de Serret werd in 1813 na een audiëntie bij Napoleon, in de adelstand verheven en tot baron de l'Empire gepromoveerd.
Na 1814 deed hij geen inspanningen om zijn recente adellijke status en zijn titel door Willem I te doen bevestigen, hoewel hij aanvankelijk het regime volgde en tot de minderheid van Brugse notabelen behoorde die de grondwet goedkeurde. Hij werd niettemin verder baron genoemd (op de kiezerslijst van 1836 is hij aldus vermeld) en ook op zijn grafsteen werd deze titel gebeiteld.
Zijn zoon, Jules de Serret (1805-1869) deed evenmin inspanningen om in de adel te worden bevestigd. Pas diens zoons vroegen en verkregen adelserkenning met de titel baron, overdraagbaar bij eerstgeboorte
- Polydore de Serret (1834-1901), in 1871,
- Henri de Serret (1838-1915), in 1905.

## Koningin Mathilde
Verwantschap van François de Serret met koningin Mathilde, generatie op generatie.
- François de Serret (1767-1849) ∞ Marie-Thèrese van Outryve d'Ydewalle (1778-1858)
  - Jules de Serret (1805-1869) ∞ Marie Mathilde van Caloen (1808-1856)
    - Laurence de Serret (1836-1910) ∞ Eugène-Edouard van Outryve d'Ydewalle (1830-1901)
      - Clément Paul van Outryve d'Ydewalle (1876-1942) ∞ Madeleine de Thibault de Boesinghe (1876-1931)
        - Suzanne van Outryve d'Ydewalle (1898-1983) ∞ Charles d'Udekem d'Acoz (1885-1968)
          - Patrick d'Udekem d'Acoz (1936-2008) ∞ Anne Marie Komorowska (1946)
            - Koningin Mathilde